# Świątniki Górne
Świątniki Górne è un comune urbano-rurale polacco del distretto di Cracovia, nel voivodato della Piccola Polonia.
Ricopre una superficie di 20,17 km² e nel 2004 contava 8 562 abitanti.